# Carlos Moreno (aktor)
Carlos Moreno (ur. 29 sierpnia 1938 w La Placie, zm. 9 marca 2014 w Buenos Aires) – argentyński aktor filmowy, teatralny, telewizyjny i reżyser.

## Filmografia
- 1966: El teatro de Alfredo Alcón
- 1997–1998: Cebollitas – Don Lucero
- 2006: Braterska Spółka – Subcomisario Serrano
- 2011: El Puntero – Hugo Iñiguez
- 2013: Farsantes – Osvaldo Soria